# Sandra Ostos
Sandra Patricia Ostos Ruiz (Lima, 10 de octubre de 1997), conocida popularmente como Guerrera, es una voleibolista peruana. Juega como receptora y su equipo actual es el Alianza Lima de Perú. Es internacional con la selección peruana de voleibol femenino.